# Degersheim
Degersheim es una comuna suiza situada en el cantón de San Galo. Tiene una población estimada, a fines de 2021, de 4113 habitantes.
Está ubicada en el distrito de Wil. Limita al norte con la comuna de Flawil, al este con Herisau (AR), al sur con Schwellbrunn (AR) y al occidente con Neckertal y Lütisburg.

## Ciudades hermanadas
- Chamoson.